# Slaget ved Trenton
Slaget ved Trenton fandt sted den 26. december 1776 under den amerikanske uafhængighedskrig, efter at Washington havde krydset Delaware-floden. General George Washington ledede hovedstyrken af den kontinentale hær over Delaware og overraskede og praktisk talt eliminerede den hessiske garnison ved Trenton i New Jersey. Denne overvældende sejr hjalp til med at opretholde den kontinentale hær og satte scenen for slaget ved Princeton ugen derpå.
Garnisonen i Trenton bestod af tre regimenter af hessiske udskrevne soldater ledet af oberst Johan Rall. Washingtons styrke på omkring 2400 mænd angreb med to kolonner: generalmajor Nathanael Greenes division fra nord og generalmajor John Sullivans division fra vest. En tredje division kom aldrig over floden på grund af vejret, men skulle have angrebet fra syd.
Den almindelige antagelse om, at de hessiske soldater havde drukket sig fulde eller på anden vis ikke var klar til kamp på grund af julehøjtiden, stemmer ikke. I stedet skyldtes den amerikanske sejr stort set indsamling af efterretning og John Honeymans spredning af fejlinformation. Honeyman var spion i Washingtons tjeneste. Han var ikke bare ansvarlig for at vurdere styrken i det hessiske forsvar, men også for at overbevise dem om, at amerikanerne var demoraliserede og ude af stand til at angribe. I tillæg sørgede vejret for, at overraskelsen blev fuldstændig, selv om det skabte problemer ved overgangen af Delaware. Almindeligvis udsendte hesserne en patrulje for at se efter fjendtlige styrker i nærheden, men de blev ikke sendt ud den nat på grund af stormen. Den sidste faktor ser ud til at have været mest afgørende for de hessiske styrkers totale nederlag, nemlig at de forsvarende styrker troede, at amerikanerne ikke ville kunne stå imod et koncentreret angreb.
Tropperne forlod lejren klokken 14.00 første juledag. Krydsningen af floden skulle fuldføres inden midnat, men stormen, som brød ud kl. 23, gjorde, at overgangen ikke var fuldført før 03.00. Angrebet før morgengry blev dermed udsat på grund af vejret, og kampene startede omkring 08.00, mens stormen stadig rasede. Inden 09.30 havde patrioterne vundet.
Trenton havde på den tid to hovedgader. Rall var blevet beordret til at bygge en barrikade for enden af disse to gader, hvor monumentet over slaget står i dag, men lod være. Den nordlige amerikanske kolonne indtog hurtigt denne stilling, og dens kanon fratog så hesserne muligheden for at opsætte formationer i gaderne, mens resten af mændene i kolonnen og den anden kolonne nær floden satte sig i bevægelse for at omringe dem.
De amerikanske styrker havde kun en håndfuld sårede, men to mænd døde af kulde under udmarchen, og flere døde natten derpå, mens hesserne havde mindst 22 døde. Oberst Rall blev såret og døde samme dag. Da Rall blev advaret om, at patrioterne kunne angribe, sagde han ironisk nok "lad dem komme. Vi behøver ingen skyttegrave. Vi vil gå mod dem med bajonetten." Regimenterne under Rall og von Lossberg blev praktisk talt fjernet fra de britiske styrker. Dele af regimentet under von Knyphausen havde held med at flygte sydover, men Sullivan klarede at tage omkring 200 mænd til fange sammen med regimentets kanoner og forsyninger.
Inden middag havde Washingtons styrke bevæget sig for at krydse tilbage over Delaware ind i Pennsylvania og tog forsyningerne og sine fanger med sig. Dette slag gav den kontinentale kongres fornyet tro på, at de amerikanske styrker kunne besejre regulære soldater. Det øgede også rekrutteringen til den kontinentale hærs styrker.